# Diòcesi d'Arcàvica
La diòcesi d'Arcàvica és una seu titular de l'Església Catòlica Romana a Hispània. Durant el període visigot va ser una diòcesi efectiva amb seu a l'antiga ciutat romana d'Ercavica, que va trobar la seva fi amb la invasió musulmana. Posteriorment va ser restaurada a Albarrasí i, finalment, traslladada a Conca.
Està constatada la presència de bisbes, preveres i vicaris als concilis de Toledo entre el 589 i 693. El darrer dels seus bisbes, Sebastià, va fugir a Astúries a mitjan segle IX i va ser investit primer bisbe de la recentment restaurada diòcesi d'Ourense per Alfons III. De l'antiga ciutat, les restes arqueològiques s'ubiquen a l'entorn del Castro de Santaver, al sud s'hi troben un ermitori, la necròpolis antiga i un possible baptisteri, així com un monestir anomenat Vallejo del Obispo, a uns 2 kilòmetres al sud-est de la ciutat romana, on hauria estat la seu de la diòcesi.
La diòcesi no es va restablir a la seva seu original, sinó a Albarrasí i més tard a Conca, conquerida per Alfons VIII. L'antic monestir va tornar a ser utilitzat al segle xiii amb un edifici molt transformat, després de la repoblació cristiana que s'inicia a partir del segle xii. El nucli de Santaver es va mantenir fins a 1593, quan els seus habitants es van traslladar a la vila de Cañaveruelas, si bé l'església va seguir funcionant com a ermita.

## Episcopologi
Les notícies més antigues dels bisbes d'Arcàvica són del III Concili de Toledo (589), el bisbe hi va subscriure les actes en una de les posicions més antigues entre els prelats presents, així que la diòcesi era més antiga, tot i que es fa difícil determinar quan va ser fundada. Els bisbes dels que es té constància són els següents:
- Pere (ca. 589-600)
- Teodosi (ca. 610)
- Carteri (ca. 633-638)
- Balduigi o Valdingi (ca. 653-656)
- Mumul o Munul (ca. 675)
- Simproni (ca. 677-686)
- Gabini (ca. 686-693)
- Sebastià (ca. 693)[1]